# Liang Rui
Liang Rui (chiń. 梁瑞; pinyin Liáng Ruì; ur. 18 czerwca 1994) – chińska lekkoatletka specjalizująca się w chodzie sportowym.
W maju 2018 podczas drużynowych mistrzostw świata w chodzie w chińskim Taicang, w swoim debiucie na tak długim dystansie, ustanowiła rekord świata w chodzie na 50 kilometrów wynikiem 4:04:36.

## Osiągnięcia
| Rok  | Impreza                                | Miejsce | Dystans           | Lokata     | Wynik   |
| ---- | -------------------------------------- | ------- | ----------------- | ---------- | ------- |
| 2016 | Mistrzostwa Azji w chodzie             | Nomi    | 20 km             | 2. miejsce | 1:28:43 |
| 2018 | Drużynowe mistrzostwa świata w chodzie | Taicang | 50 km             | 1. miejsce | 4:04:36 |
| 2018 | Drużynowe mistrzostwa świata w chodzie | Taicang | 50 km (drużynowo) | 1. miejsce | –       |

Medalistka chińskich Igrzysk Narodowych.

## Rekordy życiowe
- chód na 20 kilometrów – 1:28:43 (20 marca 2016, Nomi)
- chód na 50 kilometrów – 4:04:36 (5 maja 2018, Taicang) – rekord świata